# 29610 Iyengar
29610 Iyengar è un asteroide della fascia principale. Scoperto nel 1998, presenta un'orbita caratterizzata da un semiasse maggiore pari a 2,2030385 UA e da un'eccentricità di 0,1489309, inclinata di 3,68433° rispetto all'eclittica.